# Adam List

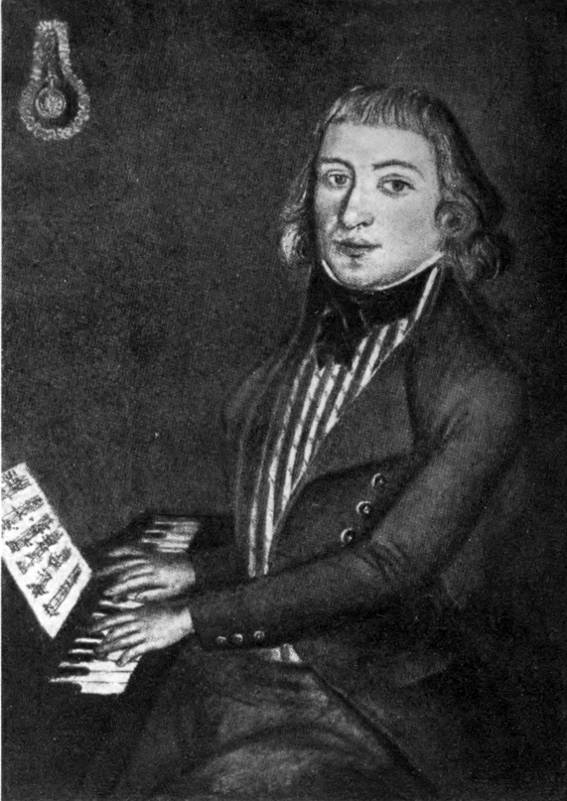
Adam Liszt (1. Januar 1817)

Adam Liszt (List) (* 16. Dezember 1776 in Nemesvölgy, Königreich Ungarn, heute Edelstal, Burgenland, Österreich; † 28. August 1827 in Boulogne-sur-Mer, Frankreich) war ein ungarischer Beamter, Musiker und Vater des Komponisten und Pianisten Franz Liszt. Er wurde als zweites Kind des Ehepaares Georg Adam List und Barbara Schlesak geboren. Diese stammten aus Ragendorf (heute Rajka, Ungarn) bzw. Karlburg (heute Rusovce, Slowakei).

## Leben
Als Jugendlicher spielte Adam Klavier und Cello im Eszterházy-Sommer-Orchester unter der Leitung von Joseph Haydn. Nach dem Besuch des katholischen Gymnasiums in Preßburg trat Adam, den Wünschen seiner Mutter entsprechend, im September 1795 in Malacky in ein Kloster des Franziskanerordens als Novize ein. Wegen seiner unbeständigen und veränderlichen Natur wurde er am 29. Juli 1797 aus dem Kloster entlassen und schrieb sich zu Beginn des Wintersemesters 1797/98 in die Königliche Akademie von Preßburg als Student der Philosophie ein. Da es ihm an Geldmitteln fehlte, brach er das Studium ab und trat zum 1. Januar 1798 eine Anstellung bei dem Fürsten Esterházy an und wurde Angestellter des Gutshofes in Forchtenau (heute Forchtenstein).

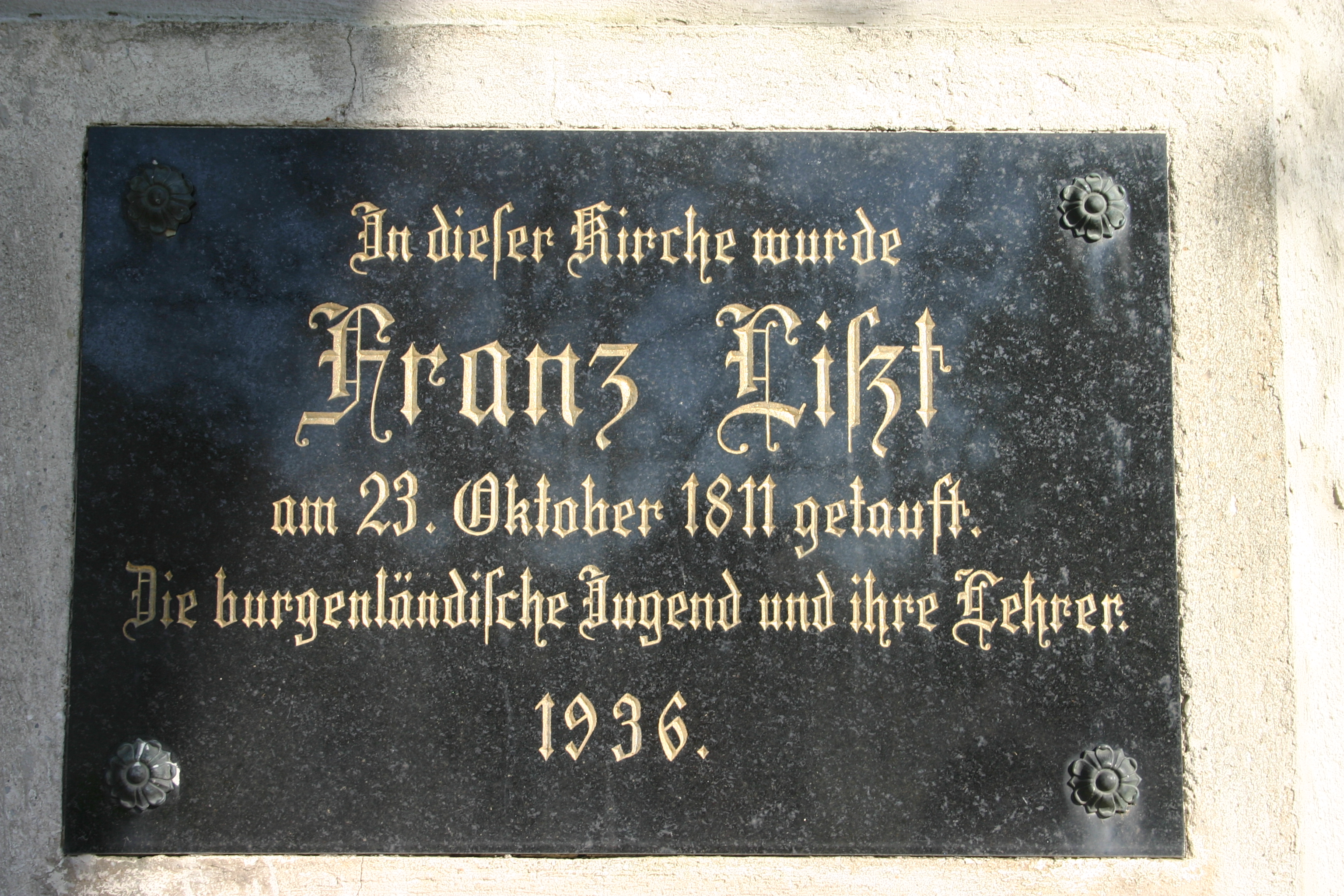
Franz Liszt-Gedenktafel bei der Pfarr- und Wallfahrtskirche Unterfrauenhaid, in der auch Adam Liszt getraut wurde

Adam Liszt bemühte sich um eine Versetzung nach Eisenstadt und führte in seinem Gesuch aus, er sei dazu bereit: bei der Musik Orgel, Violine und im Notfall auch Cello zu spielen, im Kirchenchor Bass zu singen und im Orchester auch die Pauke zu schlagen. Über seine musikalischen Fähigkeiten würde Herr v. Haydn sein mündliches Zeugnis erteilen. 1805 wurde Adam Liszt nach Eisenstadt versetzt, wo er am Gericht tätig war. Gelegentlich spielte er auch als zweiter Cellist im Orchester, das damals von Johann Nepomuk Hummel geleitet wurde. Dabei spielte er auch unter Cherubini und Beethoven, der hier am 13. September 1807 die Uraufführung der Messe in C-Dur dirigierte.
Als im Herbst 1808 eine vakante Stelle als Schäferei-Rechnungsführer in Raiding zu besetzen war, wurde er auf eigenen Antrag dorthin versetzt und war verantwortlich für 50.000 Schafe. 1810 lernte er Anna Lager, Tochter des Bäckers Matthias Lager (1715–1796) und seiner zweiten Frau Francisca Lager, geb. Schumann (1751–1797), kennen, die er am 11. Januar 1811 in der Gemeinde Unterfrauenhaid heiratete. Am 22. Oktober 1811 wurde sein Sohn Franz (als einziges Kind des Ehepaares) im Dorf Raiding im Burgenland geboren.

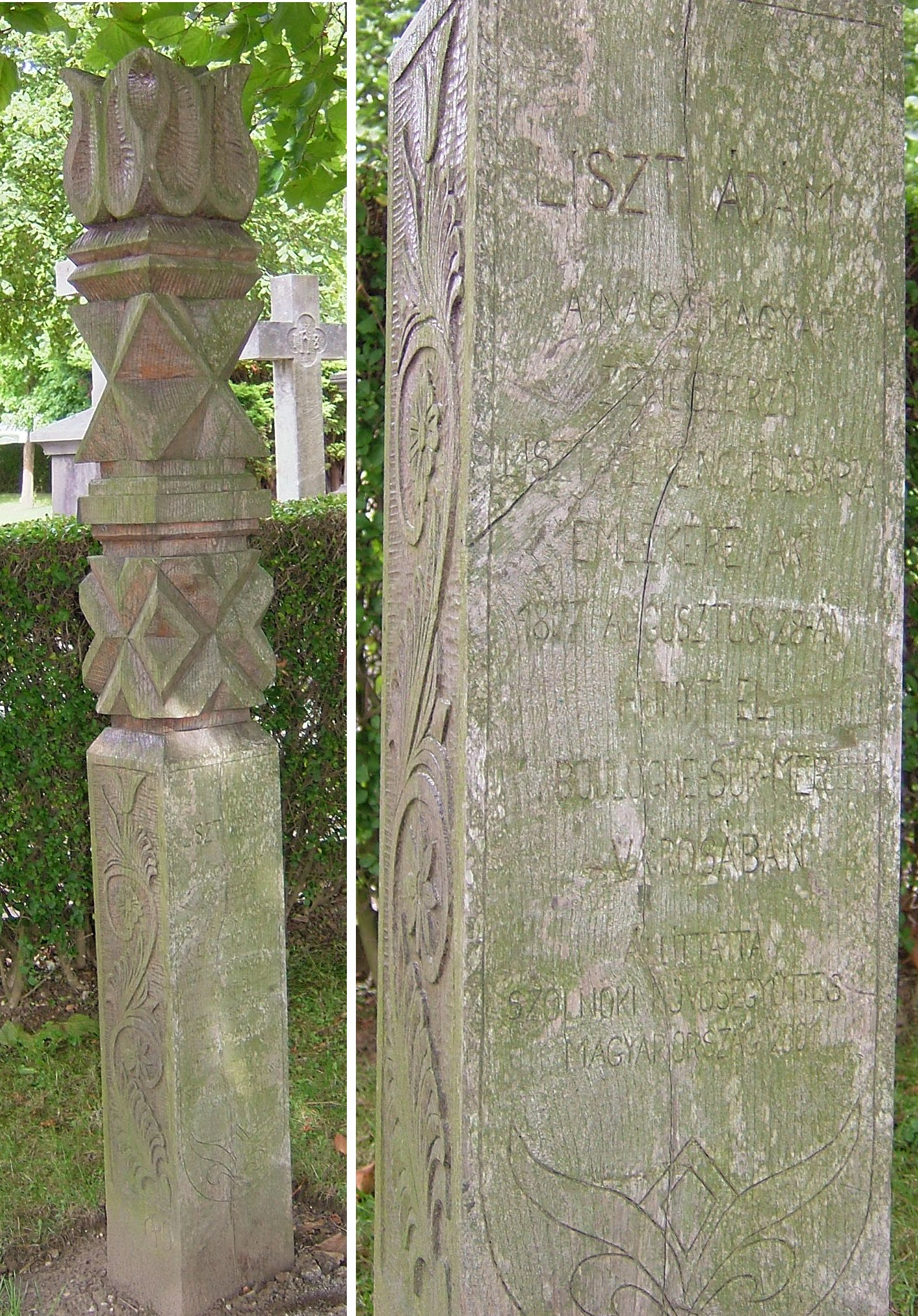
Hölzerner Grabstein für Adam Liszt, am Friedhof von Boulogne-sur-Mer

In seinem Haus in Raiding veranstaltete Adam Liszt oft Kammerkonzerte und erkannte früh das musikalische Talent seines Sohnes und gab ihm ersten Unterricht. Im Oktober 1820 trat sein Sohn als Neunjähriger mit dem Vortrag eines Klavierkonzerts in Es-Dur von Ferdinand Ries und einer eigenen Improvisation erstmals in einem Konzert bei Baron von Braun in Ödenburg öffentlich auf.

## Erzieher von Franz Liszt
Adam Liszt, der das außergewöhnliche Talent seines Sohnes mehr und mehr erkannte, setzte nun alles daran, seinen Sohn „zu formen“ und wurde – ähnlich wie Leopold Mozart – ein gestrenger Musik-Erzieher. Er sorgte für eine Ausbildung seines Sohnes in Wien und ließ sich anschließend im Dezember 1823 mit Frau und Sohn in Paris nieder. Franz Liszt erlangte als „petit Litz“ bald Berühmtheit und wurde mit dem Wunderkind Mozart auf eine Stufe gestellt. In den Jahren 1824 bis 1827 bereiste Adam Liszt mit seinem „Wunderknaben“ mehrmals England, wo Franz u. a. Konzerte auf Windsor Castle gab und dort als „Master Liszt“ bejubelt wurde. Zusammen bereisten sie auch die französische Provinz und die Schweiz. Auf einer Konzertreise in England erkrankte Adam Liszt und suchte (gemeinsam mit seinem Sohn) Erholung in Boulogne-sur-Mer. Dort verstarb Adam Liszt, als Franz Liszt erst 15 Jahre alt war.